# Contact (film, 1997)
Ne doit pas être confondu avec Premier Contact (film).
Pour les articles homonymes, voir Contact.
Pour plus de détails, voir Fiche technique et Distribution.
Contact est un film de science-fiction américain réalisé par Robert Zemeckis et sorti en 1997. Il est adapté du roman du même nom de Carl Sagan paru en 1985.
Le film met en scène Jodie Foster dans le rôle principal d'une chercheuse pour le SETI qui découvre un message radio extraterrestre, et les efforts des autorités pour déchiffrer le message, puis établir un contact. Les rôles secondaires sont tenus par Matthew McConaughey, James Woods, Tom Skerritt, William Fichtner, John Hurt et David Morse.

## Résumé
Le docteur Eleanor « Ellie » Arroway (Jodie Foster) est une scientifique talentueuse, qui a été encouragée à poursuivre ses passions pour la radio-télécommunication et l'astronomie par son père Theodore (David Morse). Ce dernier est mort alors qu'elle n'avait que 9 ans. Elle travaille aujourd'hui pour le programme SETI à l'observatoire d'Arecibo de Porto Rico. Avec ses collègues, elle recherche des signaux radios d'origine extraterrestre. Toutefois, le scientifique gouvernemental David Drumlin (Tom Skerritt) coupe le financement du programme SETI qu'il juge futile. Arroway obtient un financement du milliardaire S.R. Hadden (John Hurt) pour continuer son travail de recherche au Very Large Array situé au Nouveau-Mexique.

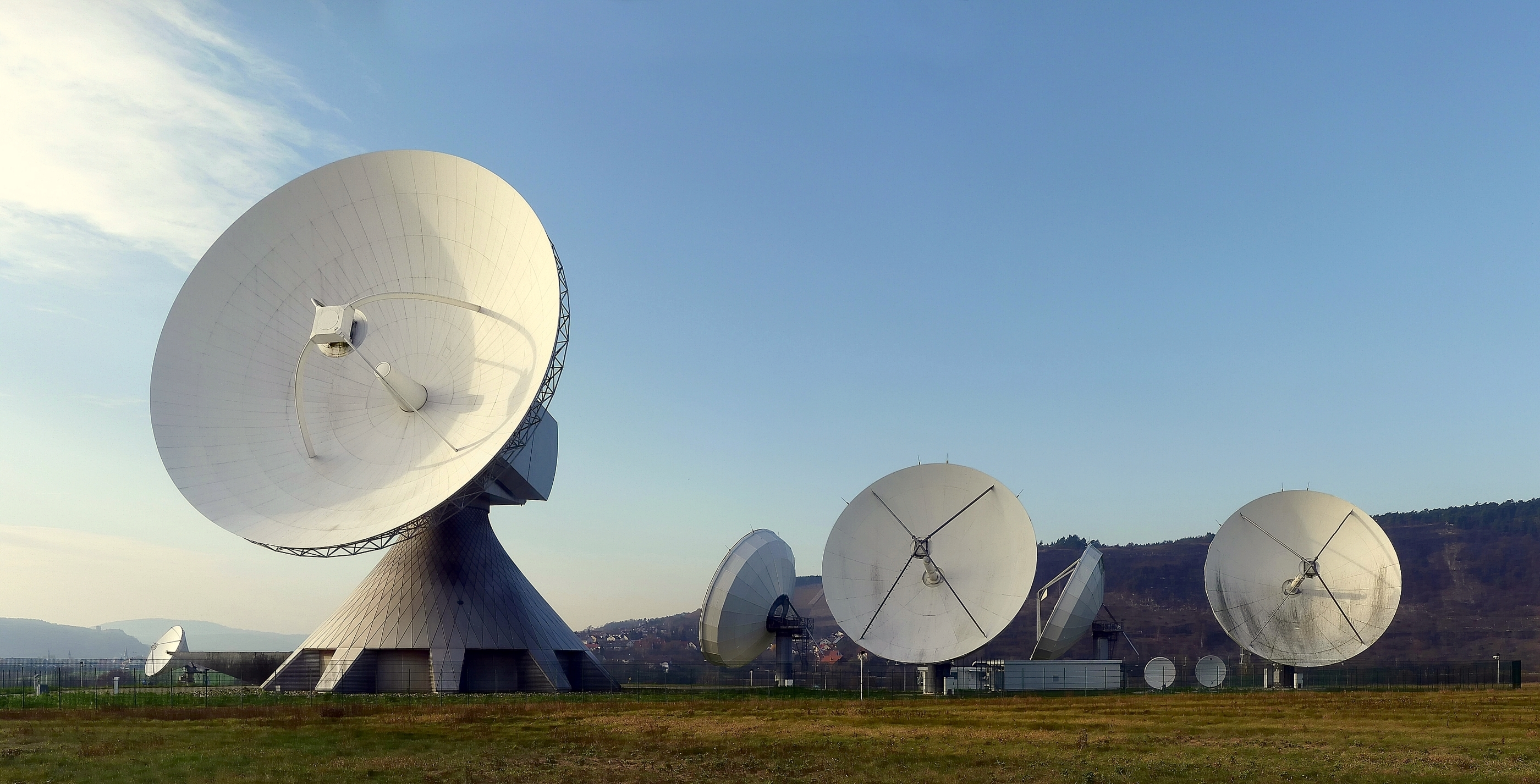
Radiotélescopes.

Quatre ans plus tard, le projet est encore menacé de fermeture mais Arroway découvre un signal important qui reproduit une séquence de nombres premiers, provenant d'un secteur autour de l'étoile Véga à 26 années-lumière de la Terre. L'annonce de la découverte pousse Drumlin et le Conseil de sécurité nationale dirigé par Michael Kitz (James Woods) à prendre le contrôle du centre. L'équipe du projet découvre dans le signal des images animées, prises lors d'un discours d'Adolf Hitler pendant la cérémonie d'ouverture des Jeux olympiques d'été de 1936 à Berlin. Passée la stupéfaction, Arroway et son équipe soutiennent qu'il s'agissait alors de la première transmission télévisée susceptible d'avoir quitté l'atmosphère terrestre, et qu'elle a été simplement renvoyée depuis Véga à la Terre pour signaler sa réception.
Les découvertes sont suivies mondialement et alors que le président Bill Clinton et Drumlin donnent un communiqué télévisé, Arroway apprend que le message contient également toute une série de dessins techniques. Les efforts pour décoder ces images sont infructueux. Mais le milliardaire Hadden y parvient en les analysant de manière tridimensionnelle et en informe Arroway qui expose alors les résultats au gouvernement : il s'agit de plans de construction d'une machine monumentale et complexe, qui consiste en une capsule contenant un seul homme qui est lâchée dans trois gigantesques anneaux en rotation rapide.
Tous les pays du monde financent la construction de cette machine au Cap Canaveral. Un jury international est créé pour choisir le meilleur candidat pour représenter l'humanité dans l'expédition, Drumlin et Arroway sont des prétendants. Si Arroway est bien placée pour être choisie, son manque de foi religieuse est notée par son ami et ancien amant Palmer Joss (Matthew McConaughey), alors un membre du jury et fervent chrétien. Drumlin est donc sélectionné, mais le jour du lancement au début du test d'essai, un fanatique religieux détruit la machine lors d'un attentat-suicide, tuant Drumlin et les autres techniciens présents. Arroway apprend ensuite qu'une deuxième machine a été construite secrètement à Hokkaidō au Japon, et elle est choisie pour partir grâce à l'influence de Hadden.
Arroway commence alors son expédition et elle est munie d'appareils d'enregistrement. Après le lancement, sa capsule traverse une série de trous de ver et elle observe également des systèmes solaires et des constructions dignes d'une civilisation avancée. Elle se retrouve ensuite dans un paysage tropical surréaliste qui s'avère artificiel, et un personnage à l'image de son défunt père vient à sa rencontre. Elle comprend qu'il n'est pas réellement son père, mais un extraterrestre. Sa forme et le contexte ont été choisis pour rendre la rencontre plus facile pour Arroway. Après quelques questions d'Arroway qui n'obtient que des réponses évasives, l'extraterrestre lui explique qu'il ne s'agissait que d'une première étape de la rencontre entre eux et l'humanité, puis il la réexpédie sur Terre.
Arroway se retrouve dans la capsule sur Terre, et apprend que du point de vue terrestre la capsule n'a fait que traverser en chute libre les anneaux de la machine, alors que pour elle l'expérience a duré environ 18 heures ; mais sa capsule a été hors de contact depuis la Terre durant 1/10e de seconde... Les images de sa caméra ne montrent que des parasites. Elle est alors accusée d'avoir été victime d'hallucinations et Kitz considère que le projet entier n'était qu'un canular élaboré, du désormais défunt milliardaire Hadden. Arroway demande à ses interlocuteurs qu'ils aient foi en son témoignage. On voit ensuite Kitz et la Chef de cabinet de la Maison Blanche Rachel Constantine (Angela Bassett) discuter du fait que la caméra d'Arroway n’a enregistré que des parasites mais que cet enregistrement a bien duré approximativement 18 heures.
Un financement continu est accordé à Arroway pour qu'elle poursuive son programme SETI au Very Large Array.

## Fiche technique
- Titre original et français : Contact
- Réalisation : Robert Zemeckis
- Scénario : James V. Hart et Michael Goldenberg, d'après une histoire d'Ann Druyan et Carl Sagan, tiré du roman Contact de Carl Sagan
- Musique : Alan Silvestri
- Photographie : Don Burgess
- Montage : Arthur Schmidt
- Décors : Ed Verreaux
- Costumes : Joanna Johnston
- Production : Steve Starkey, Robert Zemeckis, Ann Druyan, Carl Sagan, Joan Bradshaw et Lynda Obst
- Société de production : Warner Bros. et South Side Amusement Company
- Distribution : Warner Bros.
- Budget : 90 millions de dollars[1]
- Pays de production :  États-Unis
- Langue originale : anglais
- Format : Couleurs - 2,35:1 - DTS / Dolby Digital / SDDS - 35 mm
- Genre : science-fiction
- Durée : 153 minutes
- Dates de sortie[2] :
  - Canada, États-Unis : 11 juillet 1997
  - Belgique, France : 17 septembre 1997
  - Suisse romande : 19 septembre 1997

## Distribution
- Jodie Foster (VF : Julie Dumas) : Dr Eleanor Ann « Elie » Arroway
- Matthew McConaughey (VF : Bruno Choël) : Palmer Joss
- Tom Skerritt (VF : Gilles Guillot) : Dr. David Drumlin
- James Woods (VF : Hervé Bellon) : Michael Kitz, le conseiller à la sécurité nationale
- John Hurt (VF : Jean-Pierre Leroux) : S. R. Hadden
- David Morse (VF : Daniel Lafourcade) : Ted Arroway
- William Fichtner (VF : Bernard Gabay) : Kent Clark
- Angela Bassett (VF : Marie-Christine Darah) : Rachel Constantine
- Rob Lowe (VF : Denis Laustriat) : Richard Rank
- Max Martini (VF : Jean-François Vlérick) : Willie
- Geoffrey Blake (VF : Pierre Tessier) : Fisher
- Jake Busey : Joseph
- Dan Gilford (VF : Michel Papineschi) : Jeremy Roth
- Jena Malone : Elie, enfant
- Larry King : lui-même
- Donna J. Kelly (VF : Véronique Augereau) : elle-même
- Leon Harris (VF : Thierry Desroses) : lui-même
- Natalie Allen : (VF : Françoise Cadol) : elle-même
- Bernard Shaw (en) : (VF : Michel Papineschi) : lui-même

## Production

### Genèse et développement
L'astrophysicien Carl Sagan écrit le scénario de Contact dès 1980. Faute d'investisseur, la productrice Lynda Obst lui suggère d'en tirer un roman. Contact est ainsi publié en 1985. Warner Bros. relance le projet quelques années plus tard, avec le scénariste James V. Hart et le réalisateur Roland Joffé. Le départ de ce dernier repousse le film à nouveau jusqu'en 1993. Michael Goldenberg réécrit le scénario et le studio propose déjà Contact à Robert Zemeckis, qui refuse car la fin ne lui convient pas.
George Miller prend la tête du projet, et choisit Jodie Foster et Ralph Fiennes pour les rôles principaux. Les scénaristes Menno Meyjes et Mark Lamprell travaillent sur cette version que Lamprell qualifie de « plus ambitieuse intellectuellement ». Le studio donne son feu vert, mais la pré-production prend du retard et Miller demande des délais supplémentaires pour peaufiner le script, ce qui compromet la sortie prévue pour Noël 1996. Le réalisateur est remercié fin 1995, en échange des droits sur la franchise Mad Max. Avec le recul, Miller considère que Warner voulait un film "plus sûr, plus prévisible" et que sa version se rapprochait d’Interstellar. Zemeckis accepte finalement de réaliser le film, à condition d'un contrôle artistique total. Après réécriture, Contact est enfin tourné entre septembre 1996 et février 1997.
Le film est dédié à Carl Sagan, disparu le 20 décembre 1996.

### Tournage
Le tournage se déroule au parc national du Gros-Morne au Canada (scène des mers du Japon), à Cap Canaveral, Chinle, Herndon, Los Angeles, Socorro, Victorville et Washington (États-Unis), à l'observatoire d'Arecibo et Ciales (scène du restaurant) (Porto Rico).

## Sortie et accueil
Contact est sorti en avant-première le 1er juillet 1997 au Westwood Theater à Los Angeles en Californie. Il est ensuite distribué à l'échelle nationale dans 1 923 cinémas des États-Unis le 11 juillet rapportant 20 584 908 $ au terme du premier week-end. Le film a finalement rapporté 171 120 000 $ dont 100 920 000 $ aux États-Unis et 70 200 000 $ dans le reste du monde. Il est sorti en France le 17 septembre 1997.
Le format VHS du film est sorti aux États-Unis en locations en début décembre 1997, rapportant 49 033 708 $. Le DVD distribué par Warner Home Video est sorti le 30 décembre 1997 aux États-Unis et le 30 septembre 1998 en France.
La sortie de Contact a ravivé l'intérêt du roman éponyme de Sagan auprès du grand public. Il est resté dans la liste des meilleures ventes du New York Times du 27 juillet au 21 septembre 1997,.

### Accueil critique
En général, Contact a reçu de la part des critiques un accueil mitigé à positif. Sur les 61 critiques du film collectées par le site internet Rotten Tomatoes, 62 % sont positives avec un score moyen de 6,8/10. Des 17 « meilleures critiques », 44 % seulement sont positives avec un score moyen de 6,4/10. Sur 22 critiques sur Metacritic, le film obtient une moyenne de 62/100. La moyenne des notes des spectateurs est de 3,3/5 sur Allociné, et de 7,4/10 sur IMDB.
Dans sa rubrique du Chicago Sun-Times, Roger Ebert a encensé le film, arguant qu'il s'agissait du plus intelligent film sur les extra-terrestres depuis Rencontres du troisième type (1977). James Berardinelli a rajouté que Contact est aussi spectaculaire que 2001, l'Odyssée de l'espace, et que d'autres classiques du genre. En revanche, la critique de Rita Kempley pour le Washington Post, était plus négative ; elle le trouvait trop long, qualifiant le débat central du film entre la religion et la science de « moralisateur ».

### Distinctions
Contact a obtenu plusieurs nominations et prix en 1998. Les designers sonores Randy Thom, Tom Johnson, Dennis S. Sands et William B. Kaplan ont été nommés pour l'Oscar du meilleur mixage de son mais ils ont perdu au profit de Titanic. Jodie Foster a été nommée pour le Golden Globe de la meilleure actrice dans un film dramatique perdant face à Judi Dench pour son rôle dans La Dame de Windsor. Contact a gagné le Prix Hugo pour le meilleur film dramatique de science-fiction. Jodie Foster et Jena Malone ont reçu respectivement le Saturn Award de la meilleure actrice et du meilleur jeune acteur. Le réalisateur Robert Zemeckis, les scénaristes James V. Hart et Michael Goldenberg, le compositeur Alan Silvestri et les superviseurs en effets visuels ont également été nommés pour des Saturn Awards. Contact a été nommé pour le Saturn Award du meilleur film de science-fiction, qui a été remporté par Men in Black.

## Thèmes
Contact suggère souvent que les conflits culturels entre la religion et la science seraient mis en avant par le contact avec une forme de vie extraterrestre. Un point de discussion est l'existence de Dieu, plusieurs positions différentes étant dépeintes. La description par Palmer Joss d'une expérience émotionnellement intense, qu'il décrit comme une vision de Dieu, se heurte à la suggestion d'Arroway selon laquelle « une partie de [lui] avait besoin d'avoir [cette expérience] » et qu'il s'agissait d'une expérience personnelle importante mais qu'elle n'indique rien de plus. Joss compare sa certitude que Dieu existe à la certitude qu'Arroway aime son père décédé, malgré son incapacité à le prouver.
Contact dépeint un débat intense entre croyants et religieux. De nombreux clips d'émissions de débat américaines telles que Crossfire et Larry King Live sont montrés, avec des participants discutant les implications du message, se demandant s'il s'agit d'une preuve de l'existence d'une vie extraterrestre ou de Dieu, et si la science empiète sur le terrain religieux en, comme le dit un croyant, « parlant à votre dieu pour vous ». Le chef d'une organisation religieuse met en doute la moralité de la construction de la machine, notant : « Nous ne savons même pas si [les extraterrestres] croient en Dieu ». La première machine est finalement détruite par un extrémiste religieux, convaincu que sa construction est préjudiciable à l'humanité.
Bien que la révélation à la fin du film que l'appareil d'enregistrement d'Arroway a enregistré environ 18 heures de bruit est sans doute une preuve concluante du fait de son voyage, plusieurs coïncidences et indications tout au long du film jettent un doute sur son authenticité. Le réalisateur Robert Zemeckis a indiqué : « Le but du film est qu'il y ait toujours un certain doute [quant à la réalité des extraterrestres] ». Ces indications consistent principalement en des repères visuels pendant le voyage qui font écho aux expériences d'Arroway plus tôt dans le film (qu'Arroway explique comme le résultat des extraterrestres « téléchargeant [ses] pensées et souvenirs »), mais le moment de l'arrivée du message et son décodage final sont également très coïncidents : le message est reçu pour la première fois peu de temps avant qu'Arroway et son équipe ne soient éjectés de l'installation VLA et il n'a été décodé avec succès que par S. R. Hadden, le seul sponsor d'Arroway, proche de la mort à cause d'un cancer, après des semaines de tentatives infructueuses par l'équipe du VLA.
À la fin du film, Arroway est placée dans une position qu'elle a traditionnellement considérée avec scepticisme et mépris : celle de croire quelque chose avec une certitude totale, bien qu'elle soit incapable de le prouver face non seulement à l'incrédulité et au scepticisme généralisés mais aussi à des preuves apparemment contraires, et ce bien qu'elle admette qu'elle même douterait, en tant que scientifique, si elle était confrontée à son cas.
Zemeckis a déclaré qu'il voulait que le message du film soit que la science et la religion peuvent coexister plutôt que d'être des camps opposés, comme le montre la relation entre la scientifique Arroway et le religieux Joss, ainsi que l'acceptation de ce dernier que le voyage a bien eu lieu. Ceci, ainsi que des références éparses tout au long du film, proposent que la science et la religion ne sont pas nominalement incompatibles : un interviewer, après avoir demandé à Arroway si la construction de la machine — bien qu'il ne sache pas ce qui se passera lorsqu'elle sera activée — est trop dangereuse, suggère qu'elle est construite sur la « foi » que les concepteurs extraterrestres « savent ce qu'ils font ».

## Autour du film
- La série animée South Park fait plusieurs fois référence au film. Dans l'épisode Chirurgie esthétique, le chirurgien esthétique utilise comme moyen vomitif la phrase « Avez-vous vu le film Contact ? » pour que M. Garrison vomisse après l'opération. L'épisode Déprogrammé fait également allusion au film : un extraterrestre apparaît sous différentes formes, notamment celle du père de l'un des héros, Stan, ce qu'il trouve absolument nul (Stan dira « Ça me rappelle ce film, là, Contact » et Cartman répond « Moi, ce film, il m'fout les glandes ! »).
- La notion de rasoir d'Ockham apparaît dans deux scènes du film. Il est défini comme le principe empirique selon lequel, face à un problème complexe, il convient de choisir l'explication la plus simple.
- L'on peut remarquer l'apparition d'un même symbole à travers diverses scènes du film. (Par exemple : les pop corns déversés au sol durant la scène où Ellie monte chercher des médicaments, dans le ciel et dans la main de son père lors de la scène de la plage..). Le symbole ressemble à la constellation de la Couronne boréale, qui était la préférée de Carl Sagan car elle ressemblait à la soucoupe d'un radio-télescope.
- Le 14 juillet 1997, trois jours après la sortie de Contact aux États-Unis, Warner Bros a reçu une lettre du conseiller juridique de la Maison-Blanche Charles Ruff qui se plaignait de l'utilisation d'images du président d'alors, Bill Clinton, insérées dans plusieurs scènes du film. Il a jugé la méthode « inappropriée », et a donné un avertissement à Hollywood sur l'utilisation future de l'image du président. Warner Bros rétorqua qu'ils avaient envoyé le scénario du film à la Maison-Blanche qui devait être au courant, avouant toutefois qu'ils n'ont jamais recherché ni reçu d'autorisation pour l'utilisation de l'image de Clinton[25]. L'affaire n'a pas donné lieu à une saisine de la justice.
- Le directeur général de CNN Tom Johnson estima que c'était une erreur d'accepter que 13 personnalités télévisées de l'équipe CNN aient pu apparaître dans le film en tant que journalistes, même si CNN et Warner Bros appartiennent à Time Warner. Il ajouta que dans le film Contact, la présence de CNN pouvait faire penser que la chaîne d'information était manipulée par Time Warner. CNN a changé ses directives pour de futurs films, insistant sur d'éventuelles apparitions de membres de l'équipe qui devront être approuvées par son comité d'éthique[25].
- La scène du film où des scientifiques de la NASA donnent une pilule de cyanure à Arroway a provoqué une controverse tant durant la phase de production du film qu'après sa sortie. Le conseiller NASA du film, Gerald D. Griffin, a insisté sur le fait que la NASA n'a jamais donné de pilule de cyanure à ses astronautes pour qu'ils l'utilisent en cas de problème gravissime ; et que si un astronaute voulait se suicider dans l'espace il lui suffisait de couper son oxygène. Mais Carl Sagan, l'auteur du roman éponyme, insista sur le fait que c'était bien le cas, et que la NASA le faisait systématiquement pour chaque mission. Le réalisateur Zemeckis a expliqué que la vérité n'est pas connue, mais il a choisi de laisser cette scène pour le suspense, en accord avec la vision de Sagan pour le film[24].
- Dans la bande originale, on peut entendre la chanson de Norman Greenbaum, Spirit in the Sky, qui emportée en vol vers la lune, fut diffusée depuis l'espace par l'équipage d'Apollo 13.
- Le mode de transport et son mode de transmission sont singés dans l'épisode 8 de la saison 3 Les Souvenirs effacés de Morty (Morty's Mind Blowers) de la série d'animation Rick et Morty. Rick prenant la place des Végans pour obtenir un moyen de s'évader avec Morty d'un musée vivant sur une planète éloignée de la Terre.